# 主教大学
主教大学，又译毕索大学（英語：Bishop's University）位于加拿大魁北克省的舍布鲁克市。毕索大学创办于1843年，建立于中学主教学院基础之上。是加拿大魁北克省政府管理的公立文理学院大学，专注于本科博雅教育。 于1853年自维多利亚女王获得皇家特许状（皇家宪章）从此获得颁发学位资格。2010年1月1日起，“主教大学”中文译名正式改为“毕索大学”。2019年获《麦考林》加拿大大学学生满意度排名第一名。
学校由魁北克省大主教，牛津大学法学博士The Right Rev. George Mountain大主教创立命名。其也是麦吉尔大学及主教学院中学第一任校长。学校已近180年的历史，是魁北克地区3所使用英语教学的大学之一。其在1853到1947年之间和牛津大学及圣公会有附属关系，曾有权发放Ad eundem学位。多位知名政客如加拿大总督伍冰枝、世界经济论坛创办人克劳斯·施瓦布、诺贝尔和平奖得主德斯蒙德·图图等曾从比索大学获取荣誉博士学位。
学校在2019年登顶Maclean‘s加拿大大学满意度排行榜，位列加拿大基础类大学（文理学院）排名第七（2021排名） 学校亦称毕索大学。知名校友包括加拿大第一位女性医生/麦吉尔大学医学博物馆馆长Dr. Maude Abbot，圣卢西亚总理艾伦·沙塔内, 无线电广播发明者/爱迪生旗下首席化学家范信达（费森登），《英国病人》作者迈克尔·翁达杰、好莱坞制片人杰克·艾伯斯等。 15位校友被评为罗德学者。
注: 1836年成立的中学主教学院Bishop's College School (BCS) 原为其附属学校，但早于1879年初独立。

## 校况

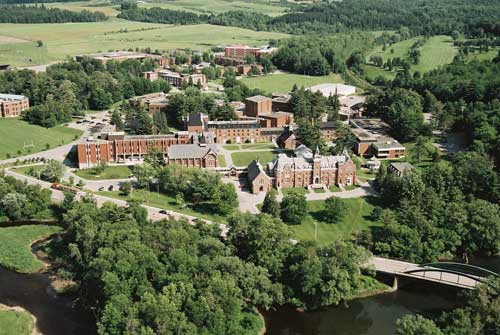
Bishop's University aerial view

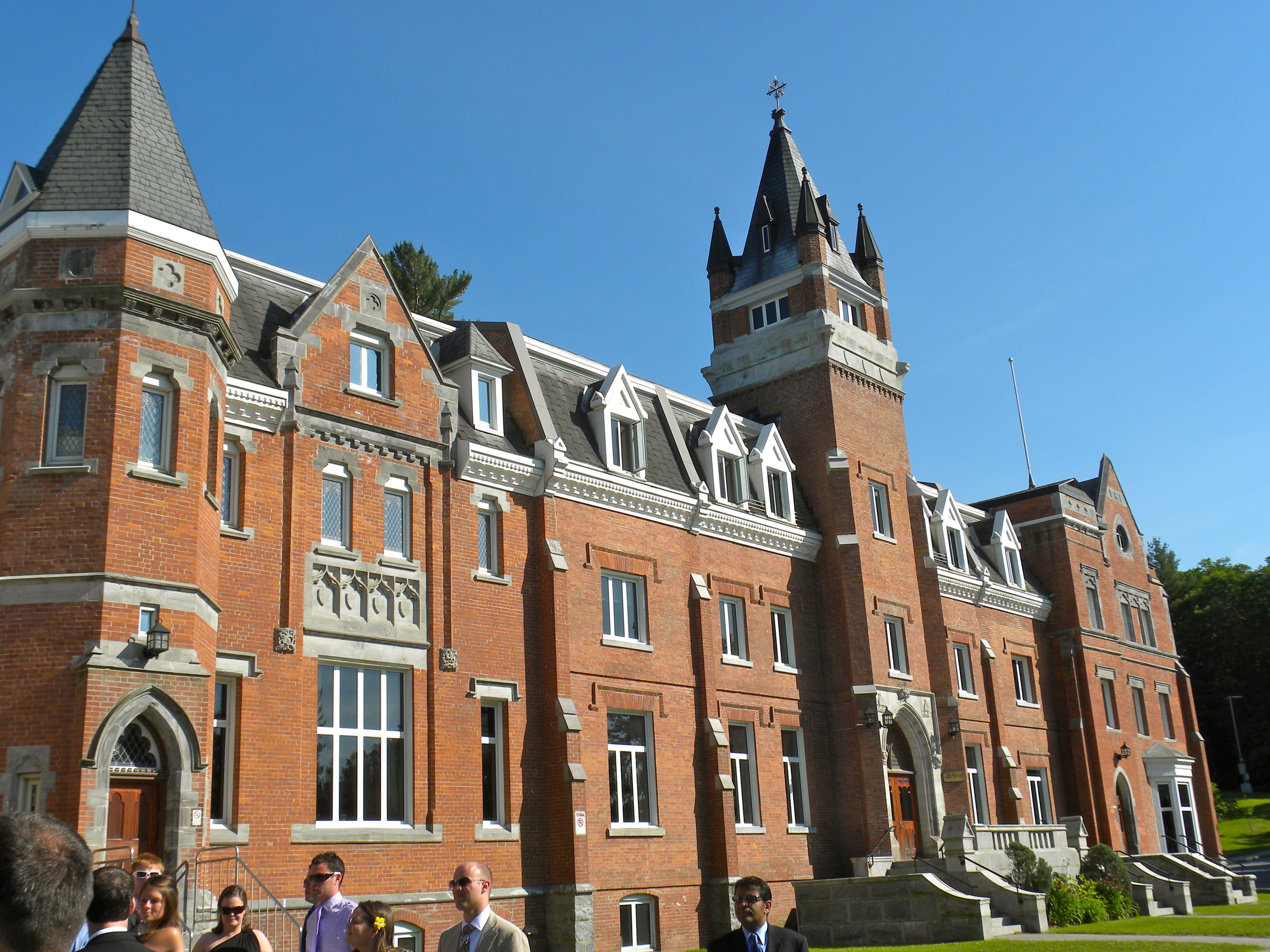
Bishop's University McGreer Hall

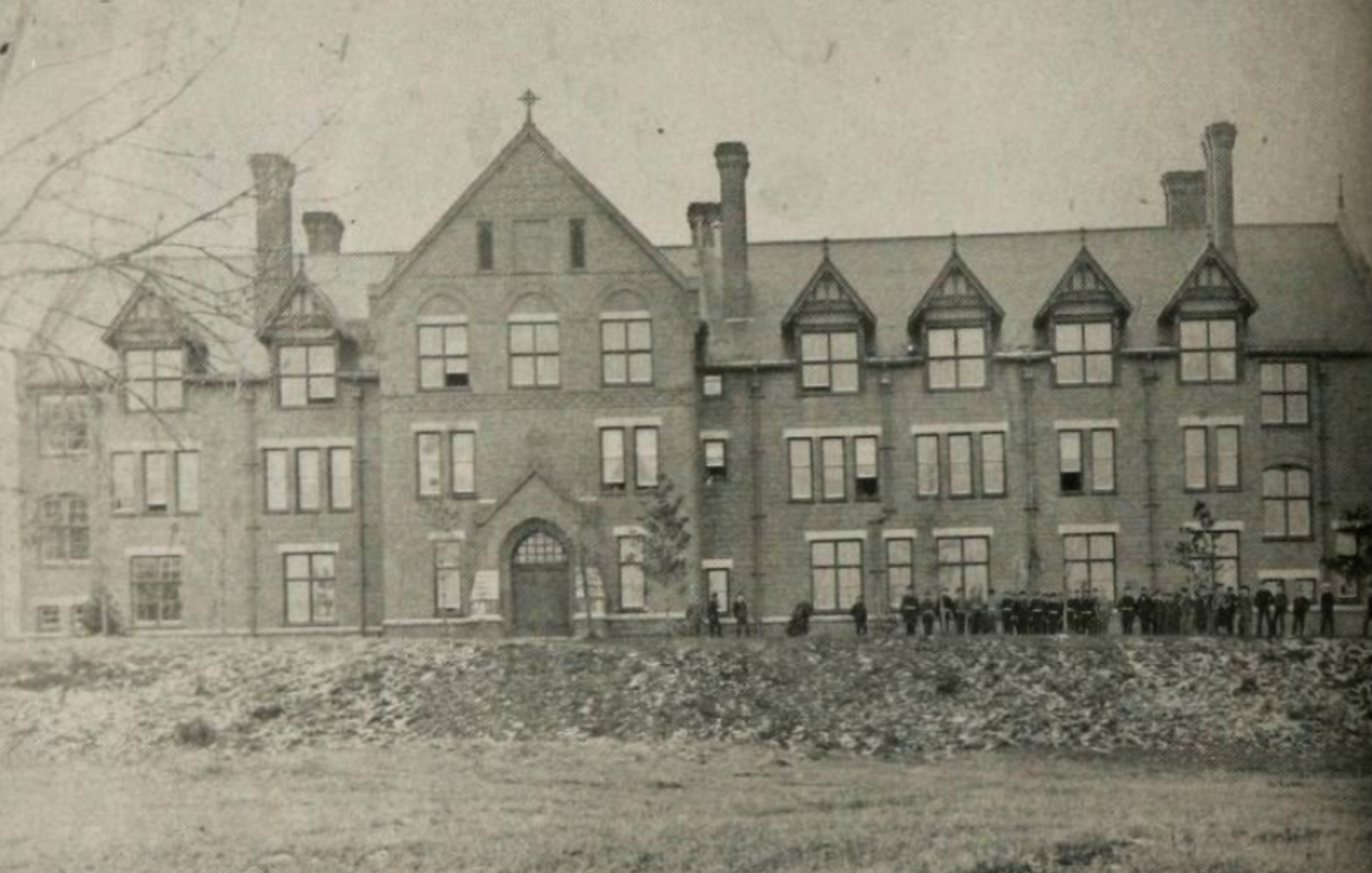
Bishop's College School as the Grammar School, 1885 in Bishop's University (New Arts Today)

主教大学（Bishop’s University）位于魁北克省的lennoxville市。该大学建立于1843年，在成立于1836年的Lennoxville文法学校（今中学主教学院）基础上创立。现有学生约2800人，学校占地面积500英亩。主教大学与许多重要城市相邻，距蒙特利尔车程不到两个小时。距多伦多、渥太华、魁北克、纽约市半天的车程。这里的气候四季分明。大学主要设置文科、科学、商业管理和教育等专业本科课程。大学的教学特点是学术课程以多种学科为基础，而不是强调单一的学科的学习。学校亦称毕索大学。学校曾配演过加拿大第一位女性医生Maude Abbot博士，圣卢西亚总理艾伦·沙塔内, AM广播发明者范信达等。 
该校学术领域宽广，在强调知识专业化的同时更注重学科之间的相互联系。全校学生人数两千四百多名，学生来自加拿大各省和其它国家。学校的特点是小，小的校园、小的班级，让校内的人们接触频繁，学生与学生之间、还有学生与教授之间，人际关系紧密。学校各项设施齐全。校园占地 500 英亩，位于圣劳伦斯河（Saint Lawrence River）和马莎威丕河（Lac Massawippi）两条河流交会之处。所在的城市是 Lennox Ville，和最近的都市舍布鲁克市相距仅五分钟的车程，离蒙特利尔约两小时车程。

## 专业设置

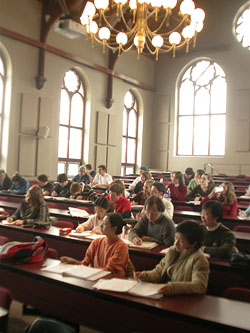
Bishop Williams Hall

主教大学是一所以住校及本科生为主的小型大学，目标是尽可能的为学生们提供文科、理科、商业及教育方面高质量的教育课程。主教大学采取的小班式教学，通过小班授课和一些经常开展的研讨小组、实验室等形式，使得教授与学生之间、学生与学生之间的关系更加紧密。 主教大学主要侧重于本科教育，能够为学生们提供的专业课程包括：古典文学、戏剧、英语、英语写作、美术、历史、现代语言、音乐、哲学、宗教、生物、生物化学、化学、计算机科学、数学、物理学、经济学、环境研究与地理学、政治研究、心理学、社会学及工商管理等。工程学与舍布鲁克大学合办，教育系和中学主教学院有合作关系。
毕索大学共有5个学院：
- William‘s School of Business （威廉商学院）
- Division of Humanities （人文学学院）
- Division of Natural Sciences and Mathematics （自然科学与数学学院）（包含音乐及表演系）
- Division of Social Sciences （社会科学）
- School of Education （教育学院）

毕索大学专业设置：
威廉商学院（工商管理学士、文科学士）
会计 / 企业管理 / 金融 / 人力资源管理 / 国际贸易 / 市场营销 / 工商管理
人文学院（文科学士）
古典文学 / 英语/ 法语 / 现代语言学/ 历史 / 人文科学 / 哲学 / 音乐 / 美术
自然科学和数学学院（理科学士）
生物化学 / 生物科学 / 科学 / 化学 / 电脑科学 / 数学 /物理
社会科学（文科学士）
经济学 / 环境学和地理 / 政治学 / 心理学 /社会学
多学科课程
艺术管理（文科学士）/ 商业与科学（理科学士）/ 工程和人文科学（文科学士）